# Seleção Ganesa de Futebol Feminino
A Seleção Ganesa de Futebol Feminino representa Gana nas competições de futebol feminino. Conhecida como Black Queens ("Rainhas Negras") é controlada pela Associação Ganesa de Futebol. Ela é filiada à FIFA, CAF e à WAFU.
Possui três aparições em Copas do Mundo Feminina entre 1999 e 2007, mas nunca conseguiu passar da fase de grupos. Em 2003 venceu seu único jogo no torneio até o momento: 2–1 sobre a Austrália em jogo onde as duas equipes já se encontravam eliminadas.

## Desempenho

### Copa do Mundo
| Copa do Mundo de Futebol Feminino | Copa do Mundo de Futebol Feminino | Copa do Mundo de Futebol Feminino | Copa do Mundo de Futebol Feminino | Copa do Mundo de Futebol Feminino | Copa do Mundo de Futebol Feminino | Copa do Mundo de Futebol Feminino | Copa do Mundo de Futebol Feminino | Copa do Mundo de Futebol Feminino | Copa do Mundo de Futebol Feminino |
| Ano                               | Resultado                         | PJ                                | V                                 | E                                 | D                                 | GM                                | GC                                | SG                                |                                   |
| --------------------------------- | --------------------------------- | --------------------------------- | --------------------------------- | --------------------------------- | --------------------------------- | --------------------------------- | --------------------------------- | --------------------------------- | --------------------------------- |
| 1991                              | Não se classificou                | Não se classificou                | Não se classificou                | Não se classificou                | Não se classificou                | Não se classificou                | Não se classificou                | Não se classificou                |                                   |
| 1995                              | Não se classificou                | Não se classificou                | Não se classificou                | Não se classificou                | Não se classificou                | Não se classificou                | Não se classificou                | Não se classificou                |                                   |
| 1999                              | Fase de grupos                    | 3                                 | 0                                 | 1                                 | 2                                 | 1                                 | 10                                | –9                                |                                   |
| 2003                              | Fase de grupos                    | 3                                 | 1                                 | 0                                 | 2                                 | 2                                 | 5                                 | –3                                |                                   |
| 2007                              | Fase de grupos                    | 3                                 | 0                                 | 0                                 | 3                                 | 3                                 | 15                                | –12                               |                                   |
| 2011                              | Não se classificou                | Não se classificou                | Não se classificou                | Não se classificou                | Não se classificou                | Não se classificou                | Não se classificou                | Não se classificou                |                                   |
| 2015                              | Não se classificou                | Não se classificou                | Não se classificou                | Não se classificou                | Não se classificou                | Não se classificou                | Não se classificou                | Não se classificou                |                                   |
| 2019                              | Não se classificou                | Não se classificou                | Não se classificou                | Não se classificou                | Não se classificou                | Não se classificou                | Não se classificou                | Não se classificou                |                                   |
| Total                             | 3/8                               | 9                                 | 1                                 | 1                                 | 7                                 | 6                                 | 30                                | –24                               |                                   |

### Jogos Olímpicos
| Futebol nos Jogos Olímpicos | Futebol nos Jogos Olímpicos | Futebol nos Jogos Olímpicos | Futebol nos Jogos Olímpicos | Futebol nos Jogos Olímpicos | Futebol nos Jogos Olímpicos | Futebol nos Jogos Olímpicos | Futebol nos Jogos Olímpicos | Futebol nos Jogos Olímpicos | Futebol nos Jogos Olímpicos |
| Ano                         | Resultado                   | PJ                          | V                           | E                           | D                           | GM                          | GC                          | SG                          |                             |
| --------------------------- | --------------------------- | --------------------------- | --------------------------- | --------------------------- | --------------------------- | --------------------------- | --------------------------- | --------------------------- | --------------------------- |
| 1996                        | Não entrou                  | Não entrou                  | Não entrou                  | Não entrou                  | Não entrou                  | Não entrou                  | Não entrou                  | Não entrou                  |                             |
| 2000                        | Não se classificou          | Não se classificou          | Não se classificou          | Não se classificou          | Não se classificou          | Não se classificou          | Não se classificou          | Não se classificou          |                             |
| 2004                        | Não se classificou          | Não se classificou          | Não se classificou          | Não se classificou          | Não se classificou          | Não se classificou          | Não se classificou          | Não se classificou          |                             |
| 2008                        | Não se classificou          | Não se classificou          | Não se classificou          | Não se classificou          | Não se classificou          | Não se classificou          | Não se classificou          | Não se classificou          |                             |
| 2012                        | Não se classificou          | Não se classificou          | Não se classificou          | Não se classificou          | Não se classificou          | Não se classificou          | Não se classificou          | Não se classificou          |                             |
| 2016                        | Não se classificou          | Não se classificou          | Não se classificou          | Não se classificou          | Não se classificou          | Não se classificou          | Não se classificou          | Não se classificou          |                             |
| Total                       | 0/6                         | -                           | -                           | -                           | -                           | -                           | -                           | -                           |                             |

### Campeonato Africano
| Campeonato Africano de Futebol Feminino | Campeonato Africano de Futebol Feminino | Campeonato Africano de Futebol Feminino | Campeonato Africano de Futebol Feminino | Campeonato Africano de Futebol Feminino | Campeonato Africano de Futebol Feminino | Campeonato Africano de Futebol Feminino | Campeonato Africano de Futebol Feminino | Campeonato Africano de Futebol Feminino | Campeonato Africano de Futebol Feminino |
| Ano                                     | Resultado                               | PJ                                      | V                                       | E                                       | D                                       | GM                                      | GC                                      | SG                                      |                                         |
| --------------------------------------- | --------------------------------------- | --------------------------------------- | --------------------------------------- | --------------------------------------- | --------------------------------------- | --------------------------------------- | --------------------------------------- | --------------------------------------- | --------------------------------------- |
| 1991                                    | Quartas de final                        | 2                                       | 0                                       | 0                                       | 2                                       | 2                                       | 7                                       | −5                                      |                                         |
| 1995                                    | Semifinal                               | 2                                       | 0                                       | 0                                       | 2                                       | 2                                       | 5                                       | −3                                      |                                         |
| 1998                                    | Vice-campeã                             | 4                                       | 2                                       | 1                                       | 1                                       | 11                                      | 4                                       | +7                                      |                                         |
| 2000                                    | Terceiro lugar                          | 5                                       | 3                                       | 1                                       | 1                                       | 13                                      | 6                                       | +7                                      |                                         |
| 2002                                    | Vice-campeã                             | 5                                       | 3                                       | 1                                       | 1                                       | 9                                       | 4                                       | +5                                      |                                         |
| 2004                                    | Terceiro lugar                          | 5                                       | 3                                       | 1                                       | 1                                       | 7                                       | 2                                       | +5                                      |                                         |
| 2006                                    | Vice-campeã                             | 5                                       | 4                                       | 0                                       | 1                                       | 7                                       | 2                                       | +5                                      |                                         |
| 2008                                    | Fase de grupos                          | 3                                       | 1                                       | 1                                       | 1                                       | 4                                       | 4                                       | 0                                       |                                         |
| 2010                                    | Fase de grupos                          | 3                                       | 1                                       | 0                                       | 2                                       | 4                                       | 6                                       | −2                                      |                                         |
| 2012                                    | Não se classificou                      | Não se classificou                      | Não se classificou                      | Não se classificou                      | Não se classificou                      | Não se classificou                      | Não se classificou                      | Não se classificou                      |                                         |
| 2014                                    | Fase de grupos                          | 3                                       | 1                                       | 1                                       | 1                                       | 2                                       | 2                                       | 0                                       |                                         |
| 2016                                    | Terceiro lugar                          | 5                                       | 3                                       | 1                                       | 1                                       | 8                                       | 4                                       | +4                                      |                                         |
| 2018                                    | Fase de grupos                          | 3                                       | 1                                       | 1                                       | 1                                       | 3                                       | 3                                       | 0                                       |                                         |
| Total                                   | 12/13                                   | 45                                      | 22                                      | 8                                       | 15                                      | 72                                      | 49                                      | +23                                     |                                         |